# Ballenberg

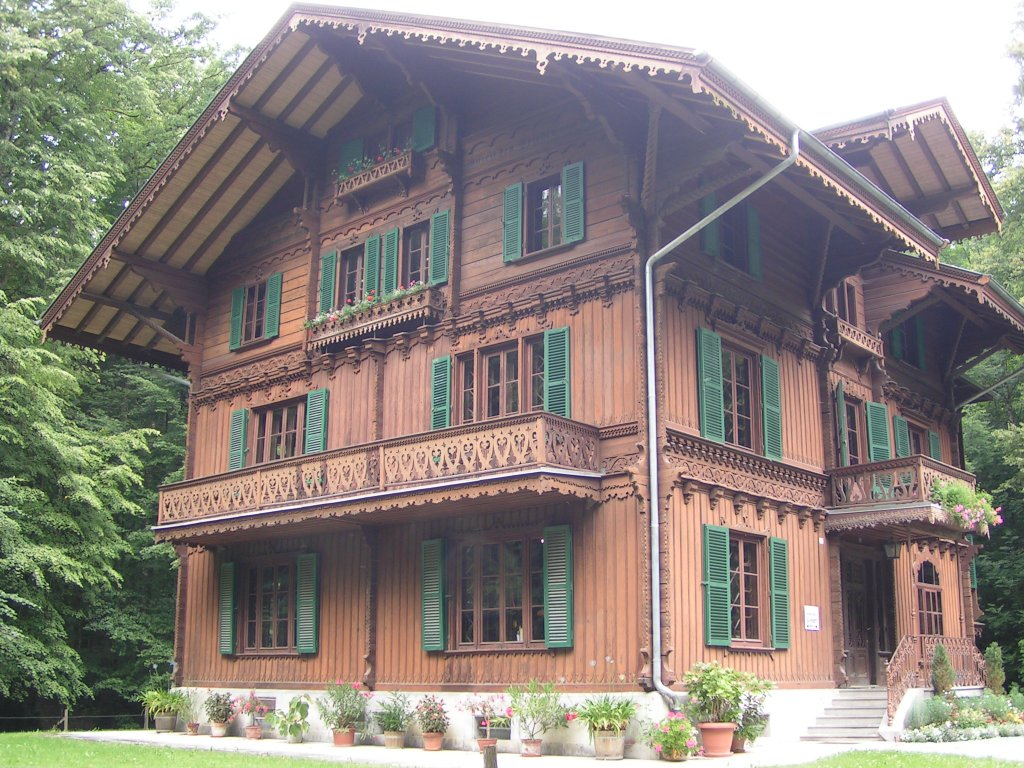
Una casa señorial del cantón de Berna en Ballenberg, que exhibe vestuario típico de los cantones suizos

Ballenberg es un museo al aire libre en Suiza que muestra edificios y arquitectura tradicionales de todo el país. Ubicado cerca de Brienz en el municipio de Hofstetten bei Brienz en el Cantón de Berna, Ballenberg tiene más de 100 edificios originales que han sido transportados desde sus sitios originales.
Además de la atracción principal de los edificios, algunos de los edificios industriales y artesanales todavía funcionan para dar demostraciones de artesanía rural tradicional, técnicas y elaboración de queso. También hay un número considerable de animales de granja en los terrenos.
Fundado en 1978, el museo cuenta con edificios de todo el país y tiene estructuras de casi todos los cantones. Los edificios se ubican en entornos adecuados a su tipo con caminos que serpentean a través del sitio de 660.000 metros cuadrados. La mayoría de los edificios le permiten al visitante caminar por las habitaciones, cada una recreada del período de tiempo del edificio o traída al por mayor cuando se trasplantó el edificio.
El museo está dividido en las distintas regiones de Suiza con las estructuras cuidadosamente seleccionadas para ofrecer una vista de la arquitectura tradicional de esas áreas.